# Донна Саммер
Ладонна Адриан Гэйнс (англ. LaDonna Adrian Gaines); 31 декабря 1948, Бостон[…] — 17 мая 2012[…], Нейплс, Флорида), больше известная как До́нна Са́ммер (англ. Donna Summer) — американская певица, исполнявшая композиции в музыкальных направлениях ритм-н-блюз и диско. Наибольшим успехом пользовались её танцевальные записи со второй половины 1970-х и до начала 1980-х годов, изменившие лицо популярной музыки.
Донне Саммер принадлежит рекорд по количеству выпущенных подряд двойных альбомов, которые занимали первую строчку в Billboard 200. Также стала первой в музыкальной истории певицей, чьи синглы за год четыре раза пробивались на вершину хит-парада Billboard Hot 100. За всю карьеру было продано более 130 миллионов записей. Выступала как в США, так и за их пределами. Певица семь раз давала успешные мировые гастроли по странам Европы, Латинской Америки, Азии и в Австралии. С большим успехом проходили концерты Саммер в Великобритании, Бразилии, Германии и в других странах.
Певица является обладателем шести наград «Грэмми». В 1992 году на Голливудской аллее славы установили звезду её имени. Донна Саммер скончалась на 64-м году жизни во Флориде 17 мая 2012 года после продолжительной борьбы с раком лёгких. Незадолго до смерти певица работала над новым альбомом.
Донну Саммер называли «королевой диско». В 2013 году она была включена в «Зал славы рок-н-ролла».

## Биография

### Ранние годы
Ладонна Андре Гейнс родилась в Бостоне, штат Массачусетс 31 декабря 1948 года в семье Мэри и Эндрю Гейнсов. Донна росла в многодетной семье (была третьей из семерых детей). Девочка проявила ранний интерес к музыке и начала петь в церковном хоре, когда ей было всего 8 лет. Будучи подростком, Донна присоединилась к рок-группе Crow, как единственная чернокожая и единственная женщина в группе.
В 18 лет Донна переехала в Нью-Йорк, где прошла прослушивание на замену Мельбы Мур в Бродвейском хите «Волосы». Донна исполнила партию Шэйлы в немецкой постановке этого классического музыкального произведения. Через год она перешла в Венский актёрский состав шоу. Это помогло ей присоединиться к Венской народной опере, где она выступала в спектаклях «Showboat» и «Porgy and Bess».
Во время отдыха в Швейцарии Донна познакомилась с австрийским актером Хельмутом Соммером. Они гастролировали с постановкой «Godspell» и в конце концов поженились. Их дочь Мими родилась вскоре после свадьбы, и втроём они поселились в Вене с родителями Хельмута. Хельмут много работал, и Донна бо́льшую часть времени была одна, пустоту в её жизни могла заполнить лишь музыка. Менее, чем через два года Донна и Хельмут развелись. Дочь Мими отправили жить в Бостон к родителям Донны, в то время как сама Донна осталась в Германии и продолжила свою карьеру в музыкальном театре, выступая в спектаклях «Godspell» и «The Me Nobody Knows».
В 1968 году (как Донна Гейнс) записывает немецкоязычную версию песни «Aquarius», которую она исполняла в мюзикле «Волосы». Через некоторое время записывает кавер на «Sally Go 'Round the Roses», а также сингл «If You Walkin' Alone».

### 1974—1979: Первые успехи и признание

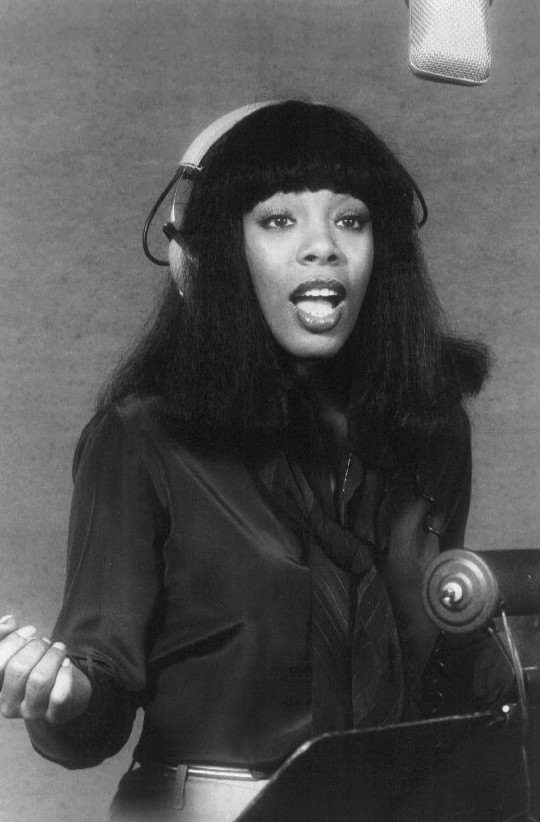
Саммер в студии звукозаписи в 1977 году

В конце 1973 года Донна Саммер записывала партии бэк-вокала для альбома популярной тогда группы Three Dog Night и во время работы в студии познакомилась с британо-итальянским продюсерским тандемом: Питом Белоттом и Джорджо Мородером. Хваткие деятели музыкального шоу-бизнеса не смогли не заметить её достаточно привлекательный вокальный и исполнительский потенциал и, взвесив наметившиеся коммерческие перспективы, предложили ей работу над собственной пластинкой. Белотт выступил в роли продюсера, и в тесном взаимодействии с Джорджо Мородером они сочинили практически весь массив песенного материала альбома, включая и песню «The Hostage», выпущенную в качестве ведущего сингла с альбома. В первом тираже сингла в имени Донны была допущена орфографическая ошибка, и Donna Sommer стала Donna Summer. «The Hostage» был хитом в Нидерландах, но совсем недолго продержался в чартах Германии: западноберлинский политик был похищен с целью получения выкупа, и поскольку тема песни затрагивала те неблагоприятные события, «The Hostage» вскоре был снят с немецких радиоэфиров.
Первый альбом Lady of the Night хорошо продавался в Голландии, Швеции, Бельгии и Германии, где фолк-рок был в моде. Не хватало профессионального продвижения. Донна и компания в значительной степени продвигали песни самостоятельно, останавливаясь на радиостанциях и делая быстрые промо. Всё изменилось с появлением сингла «Love to Love You Baby». Первоначальная трёхминутная версия песни произвела фурор в Европе. Успех в США пришёл несколько позже, когда пластинка с синглом попала в руки к «акуле шоу-бизнеса» семидесятых, президенту знаменитой американской звукозаписывающей компании Casablanca Records Нилу Богарту. Он просто влюбился в произведение Саммер. «Love to Love You Baby» стал первым супер-хитом певицы в Америке и достиг позиции № 2 в чарте Billboard Hot 100 в начале 1976 года. Песня стала первым хитом в музыкальной карьере Саммер, которому удалось подняться на первые строчки популярного хит-парада танцевальной музыки Billboard Hot Dance Club Play. Альбом получил золотую сертификацию более, чем на 500 000 копий в США.
Успех «Love to Love You Baby» был стартом для ряда альбомов Донны Саммер, в которых блестяще смешались диско и фанк с симфоническими струнными и драматическим вокалом. Диджеи хардкор-клубов восторгались такими песнями, как «Spring Affair», «Try Me (I know We can make it)» и «Could it be Magic», в то время как на поп-радио ставили менее продолжительные, но не менее хорошие синглы: «I Love You», «MacArthur Park», «Hot Stuff» и «Last Dance». Саммер за четыре года записала восемь альбомов, каждый из которых стал золотым. Последний, четвёртый, стал платиновым. Кроме того, она получила «Оскар» и «Грэмми» за «Last Dance» в качестве темы к фильму «Слава Богу, сегодня пятница».

### 1980—1985: Смена имиджа

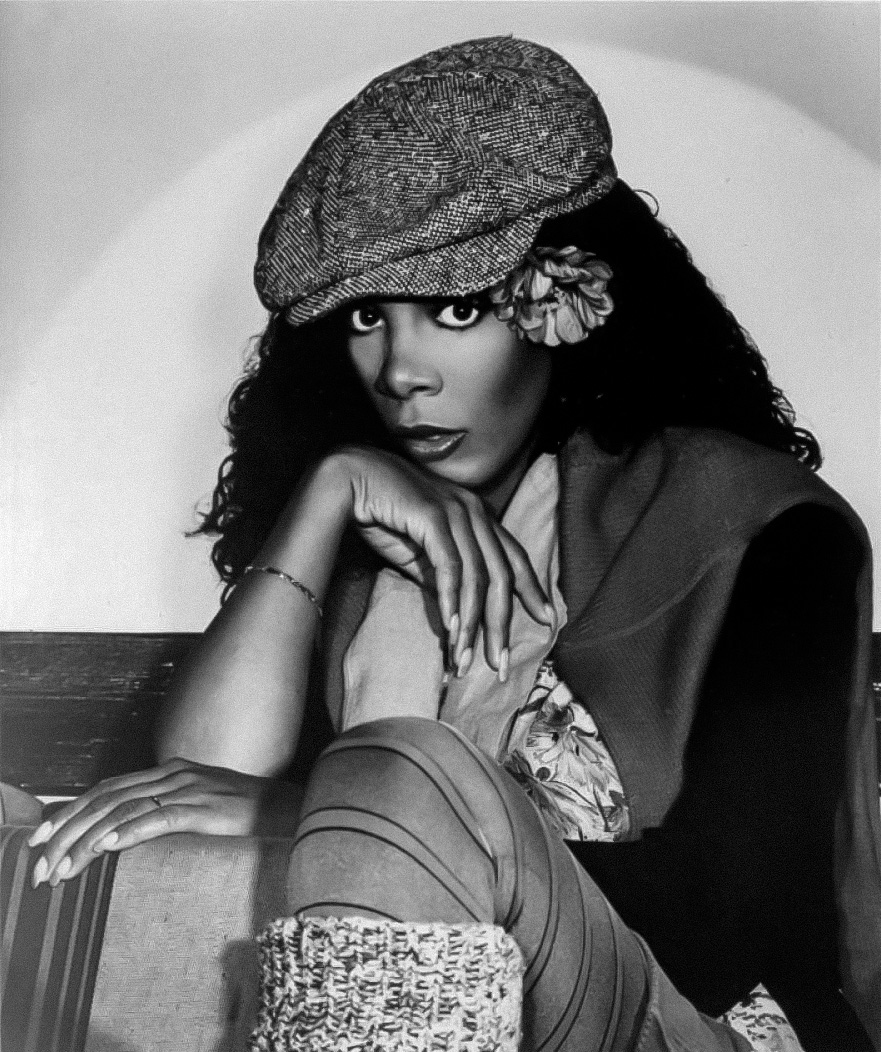
Донна Саммер в фотосессии для альбома The Wanderer в 1980 году.

В 1970-х Донна была самой популярной женской исполнительницей в стиле диско. Все синглы и альбомы она выпускала, сотрудничая с лейблом Casablanca Records. В конце концов Саммер почувствовала, что лейбл эксплуатирует её, создав образ некой секс-бомбы и чуть ли не «ночной бабочки». Более того, Casablanca стала вмешиваться в её личную жизнь. Донна впала в тяжёлую депрессию, но нашла излечение в христианской вере. Обретя в себе новые силы, она решила порвать с Casablanca и ушла от них через суд, после чего стала первым артистом, кто подписал контракт с недавно созданным лейблом Geffen Records.
В это время диско-музыка переживала период упадка. Жанры рок и новая волна становились более популярными, а для большинства людей диско-музыка стала «отстоем». Одни считали её гламурным продуктом для обывателей, у других диско-культура ассоциировалась с наркоманией, третьих возмущал избирательный подход диско-культуры (вышибалы на входе в дискотеки часто не пускали людей, одетых в будничные джинсы и майки, требуя блестящих праздничных нарядов). В 1980 году плакаты с надписью «диско — отстой» распространились по всему миру. Пластинки с диско-музыкой стали терпеть полный крах — их перестали покупать. Донне требовалось менять направление своей музыкальной карьеры. Впрочем, её последний альбом Bad Girls уже содержал в себе, помимо привычного диско, элементы соула, R&B и рок-музыки. Саммер решила оставить диско позади и записать новый альбом The Wanderer в стиле рок и нью-вейв. Пластинка была написана в соавторстве и спродюсирована Джорджо Мородером и Питом Белоттом, которые сотрудничали с ней ещё с 1974 года.
Запись следующего альбома I'm a Rainbow совпал с беременностью Донны. Также в новый проект был вовлечён Харольд Фальтермайер. Всего было готово несколько песен. Лейблу не нравилось записанное с Харольдом Фальтермайером и они решили возобновить роботу с Джорджо Мородером и Питом Белоттом, но проект так и не был завершён. Донна начала работу над альбомом Donna Summer. Следующий альбом, запись которого длилась полгода, по признанию Донны, стал один из самых трудных альбомов, которые она записывала. Заглавный сингл с альбома «Love Is in Control (Finger on the Trigger)» был номинирован на «Грэмми».
Одиннадцатый по счету студийный альбом She Works Hard for the Money смог вернуть Донну на вершины чартов. Одноимённый сингл стал большим хитом, достигнув № 3 позиции в чарте Billboard Hot 100 и первой строчки Hot R&B/Hip-Hop Songs. Также видеоклип на песню, снятый режиссёром Брайаном Грантом, стал первым видео темнокожей артистки, попавшим в активную ротацию телеканала MTV.
Последующий альбом Cats Without Claws она вновь записывает с продюсером Майклом Омартианом. Однако пластинка провалилась в чартах и стала первой, которая даже не получила золотой сертификации в США.

### 1986—1989:Another Place And Time
В 1986 году в карьере Донны вновь всплывает Харольд Фальтермайер, который предлагает ей записать заглавную песню для фильма «Fire and Ice». Донна соглашается, а также вновь предлагает лейблу сотрудничество с ним для нового альбома. Однако пластинку All Systems Go ждал полный провал. Впервые за все время альбом Донны не смог войти в топ-100 чарта Billboard 200.
Для следующего альбома Another Place and Time была привлечена команда продюсеров Сток, Эйткен и Уотерман. По признанию певицы, этот альбом стал одним из самых любимых в дискографии. Однако лейбл отказывается от выпуска альбома по причине отсутствия на нём потенциального хита. После этого Саммер уходит из Geffen. Однако в Европе альбом был выпущен и имел успех. Лид-сингл «This Time I Know It’s for Real» смог прорваться на лидирующие позиции хит-парадов многих стран. Вскоре Atlantic Records инициирует выпуск альбома и в Штатах.
В конце 80-х проходит первая персональная выставка картин Донны Саммер.

### 1990—1999:Mistaken Identity, телевидение иLive & More Encore
Десятилетие для Донны начинается с выпуска очередного сборника хитов The Best of Donna Summer. Для чего была перезаписана песня «State of Independence». Сборник имел успех в Великобритании, где смог получить золотую сертификацию. В это же время проходит запись новой пластинки с продюсером Китом Даймондом. Однако альбом Mistaken Identity ждет провал.
В 1992 году на голливудской «Аллея славы» появляется именная звезда Донны Саммер. После долгого перерыва Донна вновь записывает материал с Джорджо Мородером. Вместе они выпускают сингл «Carry On», записанный для промоушена сборника The Donna Summer Anthology, куда вошли 34 самые яркие песни Донны Саммер. В 1994 году выходит первый рождественский альбом Christmas Spirit. В поддержку очередного сборника выпускается две новые песни «Melody of Love (Wanna Be Loved)» и «Any Way at All».
В 90-е Донна часто появляется на телевидении. В частности, она снялась в ситкоме «Дела семейные» в роли тёти Уны. В 1998 году на «Грэмми» появляется новая номинация «Лучшая танцевальная запись». Первыми победителями в ней стали Донна Саммер и Джорджо Мородер с ремиксом на песню «Carry On». В 1999 году Донне поступает предложение выступить в рамках концерта VH1 Divas. Однако после встречи с продюсерами было принято решение организовать сольную сессию Донны Саммер. Концерт Донны записывается летом того же года для VH1. Также было инициирован выпуск второго концертного альбома Live & More Encore. Для альбома было записано две новые песни «Will Go with You (Con te partirò)» и «Love Is the Healer», обе достигли первого места в танцевальном чарте США.

### 2000—2009: Новые синглы иCrayons

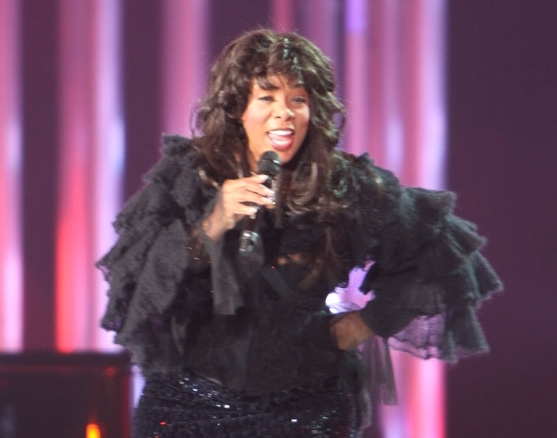
Саммер на концерте в честь Нобелевской премии в 2009 году

В 2000 году Донна приняла участие в шоу «Divas VH1», посвящённом Дайане Росс, где исполнила песни The Supremes и собственные композиции. Записала песню «The Power of One» для фильма «Покемон 2000», и ремиксы на сингл помогли певице подняться на 2-ю строчку в Billboard Hot Dance Club Play Charts.
В 2003 Саммер издает свою автобиографию «Ordinary Girl: The Journey». В 2004 Донна включена в Зал славы танцевальной музыки. В 2004 и 2005 Донна появляется в танцевальных чартах с песнями «You’re So Beautiful» и «I Got Your Love».
В 2008 году Донна выпускает долгожданный студйный альбом Crayons. Альбом был тепло встречен критиками, а также смог подняться на 17-ю строчку Billboard 200. «Stamp Your Feet» смог подняться на вершину Billboard Hot Dance Club Play, сделав Донну единственной исполнительницей, чьи 14 синглов смогли возглавить данный чарт. В поддержку альбома Саммер отправилась в Crayons Tour, который начался 5 июля 2008.

### 2010—2012: Последние записи и смерть
В 2010 году Саммер делится с журналистами, что планирует записать полностью танцевальный альбом, а также альбом в стиле «возвращение к истокам». В том же году выходит новый сингл «To Paris with Love», который становится № 1 в чарте Hot Dance Club Play. В октябре Донна была приглашена на шоу «Hitman Returns: David Foster and Friends», где совместно с Силом исполнила мэдли «Un-Break My Heart/Crazy/On the Radio», а также исполнила свой хит «Last Dance».
Практически до конца своей жизни певица продолжала активную деятельность. 17 мая 2012 года Донна Саммер скончалась во Флориде от рака лёгких в возрасте 63 лет. Сама Донна никогда не курила, поэтому была уверена, что причиной рака могли стать газы и пыль, вызванные разрушением башен-близнецов в результате терактов 11 сентября. Похороны прошли в Нашвилле, штат Теннесси.

## Личная жизнь

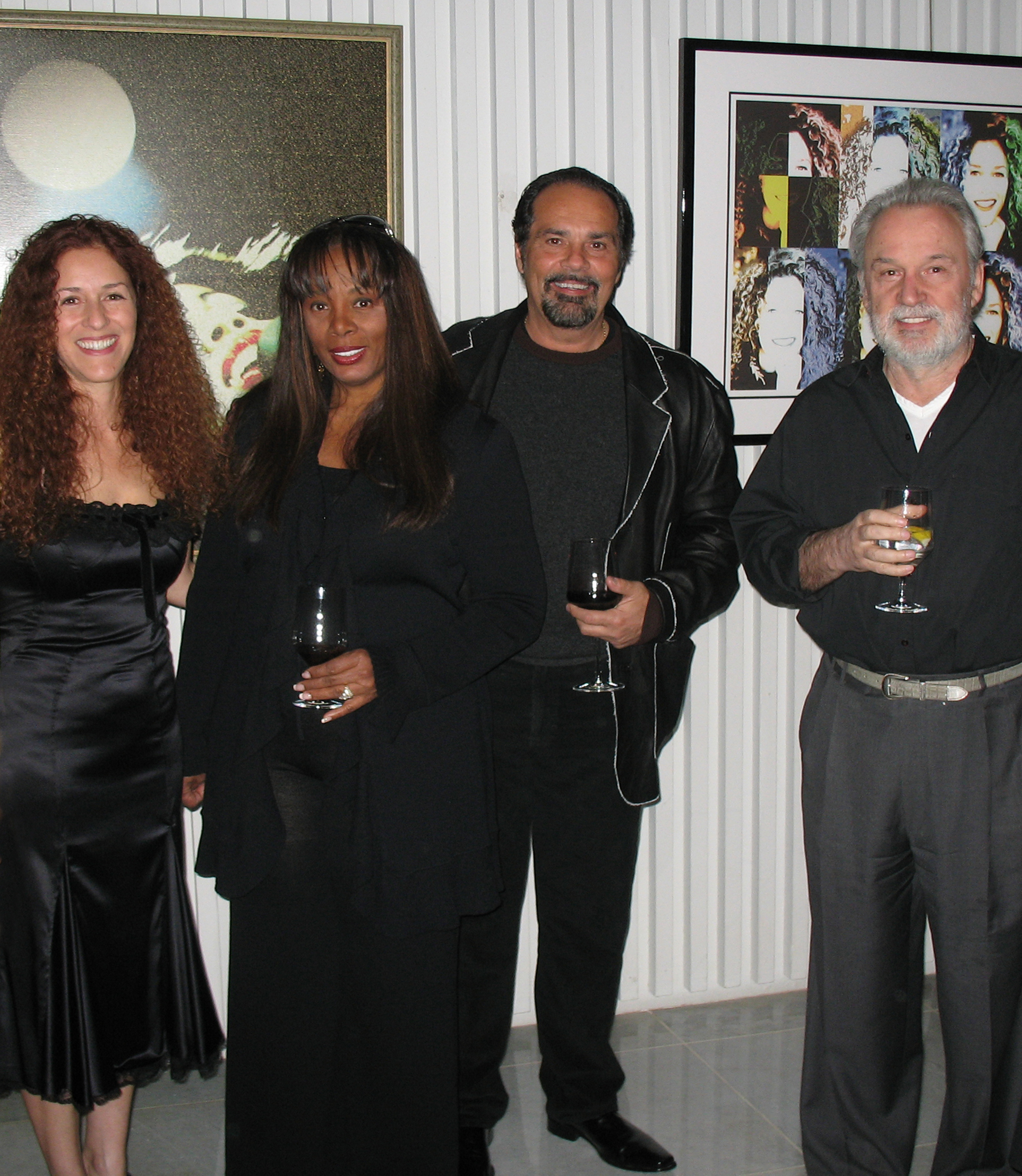
Франческа Мородер, Донна Саммер, Брюс Судано и Джорджо Мородер в 2007 году

Первым мужем Донны стал австрийский музыкант Хельмут Соммер, у них родилась дочь Наталья Пиа Мелани Соммер. Через три года, в 1976, брак распался. Однако Донна не стала менять фамилию мужа на прежнюю, а использовала её англицированную версию в качестве псевдонима. В 1980 году Саммер вышла замуж за фронтмена группы Brooklyn Dreams Брюса Судано. Годом позднее у них родилась дочь Бруклин Судано, а ещё через год Аманда Судано.

## Наследие
По словам певца Марка Алмонда, сотрудничество Донны Саммер с продюсером Джорджо Мородером по сути дела определило развитие жанра диско, а также повлияло на формирование таких форм поп-музыки, как синти-поп и данс. В разное время Мадонна, Кайли Миноуг и Дэвид Боуи признавали влияние Донны Саммер на их творчество.

## Дискография
- Lady of the Night (1974)
- Love to Love You Baby (1975)
- A Love Trilogy (1976)
- Four Seasons of Love (1976)
- I Remember Yesterday (1977)
- Once Upon a Time (1977)
- Live and More (1978)
- Bad Girls (1979)
- On the Radio: Greatest Hits Volumes I & II (1979)
- The Wanderer (1980)
- I'm a Rainbow (1981; выпущен в 1996)
- Donna Summer (1982)
- She Works Hard for the Money (1983)
- Cats Without Claws (1984)
- All Systems Go (1987)
- Another Place and Time (1989)
- Mistaken Identity (1991)
- Christmas Spirit (1994)
- Live & More Encore (1999)
- Crayons (2008)

## Концертные туры
- Once Upon a Time Tour (1977-78)
- Bad Girls Tour (1979-80)
- The Wanderer Tour (1981-82)
- Hard for the Money Tour (1983)
- The Rainbow Tour (1984-85)
- Silver Girl Tour (1986)
- All Systems Go Tour (1987-88)
- Mistaken Identity Tour (1991-92)
- Endless Summer Tour (1995)
- Mid Summer Nights Dream Tour (1996-97)
- Live & More Encore Tour (1999—2000)
- Greatest Hits Tour (2005-06)
- Crayons Tour (2008)

## Фильмография
| Год       |   | Русское название            | Оригинальное название | Роль            |
| --------- | - | --------------------------- | --------------------- | --------------- |
| 1970      | с |                             | 11 Uhr 20             | Певица в кабаке |
| 1978      | ф | Слава Богу, сегодня пятница | Thank God It's Friday | Николь Симс     |
| 1994—1997 | с | Дела семейные               | Family Matters        | Тетя Уна Уркель |
| 1970      | с | Платиновый хит              | Platinum Hit          | Судья           |

## Награды и номинации
Ниже приводятся данные по премии Грэмми (18 номинаций, включая 5 побед):
| Год  | Номинация                                  | Награда                                 | Результат |
| ---- | ------------------------------------------ | --------------------------------------- | --------- |
| 1978 | MacArthur Park                             | Лучшее женское вокальное поп-исполнение | Номинация |
| 1978 | Last Dance                                 | Лучшее женское вокальное R&B-исполнение | Победа    |
| 1979 | Bad Girls                                  | Альбом года                             | Номинация |
| 1979 | Bad Girls                                  | Лучшее женское вокальное поп-исполнение | Номинация |
| 1979 | Bad Girls                                  | Лучшее женское вокальное R&B-исполнение | Номинация |
| 1979 | Dim All the Lights                         | Лучшая диско-запись                     | Номинация |
| 1979 | Hot Stuff                                  | Лучшее женское вокальное рок-исполнение | Победа    |
| 1980 | On the Radio                               | Лучшее женское вокальное рок-исполнение | Номинация |
| 1981 | Cold Love                                  | Лучшее женское вокальное рок-исполнение | Номинация |
| 1981 | I Believe in Jesus                         | Лучшее духовое исполнение               | Номинация |
| 1982 | Protection                                 | Лучшее женское вокальное рок-исполнение | Номинация |
| 1982 | Love Is in Control (Finger on the Trigger) | Лучшее женское вокальное R&B-исполнение | Номинация |
| 1983 | She Works Hard for the Money               | Лучшее женское вокальное поп-исполнение | Номинация |
| 1983 | Flashdance                                 | Альбом года                             | Номинация |
| 1983 | He's a Rebel                               | Лучшее духовое исполнение               | Победа    |
| 1984 | Forgive Me                                 | Лучшее духовое исполнение               | Победа    |
| 1997 | Carry On                                   | Лучшая танцевальная запись              | Победа    |
| 1999 | I Will Go With You (Con Te Partiro)        | Лучшая танцевальная запись              | Номинация |